# Trinité-et-Tobago aux Jeux olympiques d'été de 2008
Trinité-et-Tobago participe aux Jeux olympiques d'été de 2008 à Pékin.

## Liste des médaillés trinidadiens

### Médailles d'or
| Sport              | Discipline           | Sportifs                                                      | Performance |
| Médailles d'or : 1 |                      |                                                               |             |
| Athlétisme         | Relais 4 × 100 m (H) | Keston Bledman Marc Burns Emmanuel Callender Richard Thompson | 38 s 06     |

### Médailles d'argent
| Sport                  | Discipline | Sportif          | Performance |
| Médailles d'argent : 1 |            |                  |             |
| Athlétisme             | 100 m (H)  | Richard Thompson | 9 s 89      |

### Médailles de bronze
| Sport                   | Discipline | Sportifs | Performance |
| Médailles de bronze : 0 |            |          |             |

## Athlètes trinidadiens par sports[2]

### Athlétisme
| Hommes - 100 m : - Marc Burns - Darrel Brown - Richard Thompson - 200 m : - Aaron Armstrong - Rondell Sorillo - 400 m : - Renny Quow - Ato Modibo - 110 m haies : - Mikel Thomas - Relais 4×100 m : - Keston Bledman, Marc Burns, Aaron Armstrong et Richard Thompson - Relais 4×400 m : - Ato Modibo, Jovon Toppin, Cowin Mills et Stan Waithe | Femmes - 100 m : - Sasha Springer-Jones - Kelly-Ann Baptiste - Semoy Hackett - 100 m haies : - Aleesha Barber - 400 m haies : - Josanne Lucas - Lancer de poids : - Cleopatra Borel-Brown - Lancer de marteau : - Candice Scott - Saut en longueur : - Rhonda Watkins - Relais 4×100 m : - Wanda Hutson, Kelly-Ann Baptiste, Ayanna Hutchinson et Semoy Hackett |

#### Hommes
| Épreuve               | Athlète          | Séries      | Séries | Quarts de finale | Quarts de finale | Demi-finales | Demi-finales | Finale   | Finale            |
| Épreuve               | Athlète          | Résultat    | Rang   | Résultat         | Rang             | Résultat     | Rang         | Résultat | Rang              |
| --------------------- | ---------------- | ----------- | ------ | ---------------- | ---------------- | ------------ | ------------ | -------- | ----------------- |
| 100 mètres            | Darrel Brown     | 10.22       | 3e Q   | 10.93            | 8e               | -            | -            | -        | -                 |
| 100 mètres            | Richard Thompson | 10.24       | 1er Q  | 9.99             | 1er Q            | 9.93         | 2e Q         | 9.89     | Médaille d'argent |
| 100 mètres            | Marc Burns       | 10.46       | 2e Q   | 10.05            | 1er Q            | 9.97         | 3e Q         | 10.01    | 7e                |
| 200 mètres            | Rondel Sorrillo  | 20.58       | 1er Q  | 20.63            | 4e               | -            | -            | -        | -                 |
| 200 mètres            | Aaron Armstrong  | 20.57       | 1er Q  | 20.58            | 5e               | -            | -            | -        | -                 |
| 400 mètres            | Ato Stephens     | 45.63       | 5e     | -                | -                | -            | -            | -        | -                 |
| 400 mètres            | Renny Quow       | 45.13       | 2e Q   | NC               | NC               | 44.82        | 4e Q         | 45.22    | 7e                |
| 110 mètres haies      | Mikel Thomas     | 13.69       | 6e Q   | 13.62            | 6e               | -            | -            | -        | -                 |
| Relais 4 × 100 mètres | Keston Bledman   | 38.26       | 1er Q  | NC               | NC               | NC           | NC           | 38.06    | Médaille d'or     |
| Relais 4 × 100 mètres | Marc Burns       | 38.26       | 1er Q  | NC               | NC               | NC           | NC           | 38.06    | Médaille d'or     |
| Relais 4 × 100 mètres | Aaron Armstrong  | 38.26       | 1er Q  | NC               | NC               | NC           | NC           | 38.06    | Médaille d'or     |
| Relais 4 × 100 mètres | Richard Thompson | 38.26       | 1er Q  | NC               | NC               | NC           | NC           | 38.06    | Médaille d'or     |
| Relais 4 × 400 mètres | Ato Stephens     | 3 min 04.12 | 5e     | -                | -                | -            | -            | -        | -                 |
| Relais 4 × 400 mètres | Jovon Toppin     | 3 min 04.12 | 5e     | -                | -                | -            | -            | -        | -                 |
| Relais 4 × 400 mètres | Cowin Mills      | 3 min 04.12 | 5e     | -                | -                | -            | -            | -        | -                 |
| Relais 4 × 400 mètres | Stann Waithe     | 3 min 04.12 | 5e     | -                | -                | -            | -            | -        | -                 |

#### Femmes
| Épreuve               | Athlète              | Séries   | Séries | Quarts de finale | Quarts de finale | Demi-finales | Demi-finales | Finale   | Finale |
| Épreuve               | Athlète              | Résultat | Rang   | Résultat         | Rang             | Résultat     | Rang         | Résultat | Rang   |
| --------------------- | -------------------- | -------- | ------ | ---------------- | ---------------- | ------------ | ------------ | -------- | ------ |
| 100 mètres            | Sasha Springer-Jones | 11.55    | 5e Q   | 11.71            | 8e               | -            | -            | -        | -      |
| 100 mètres            | Semoy Hackett        | 11.53    | 4e Q   | 11.46            | 6e               | -            | -            | -        | -      |
| 100 mètres            | Kelly-Ann Baptiste   | 11.39    | 2e Q   | 11.42            | 6e               | -            | -            | -        | -      |
| 100 mètres haies      | Aleesha Barber       | 13.01    | 4e     | -                | -                | -            | -            | -        | -      |
| 400 mètres haies      | Josanne Lucas        | 57.67    | 6e     | -                | -                | -            | -            | -        | -      |
| Relais 4 × 100 mètres | Wanda Hutson         | DSQ      | /      | -                | -                | -            | -            | -        | -      |
| Relais 4 × 100 mètres | Kelly-Ann Baptiste   | DSQ      | /      | -                | -                | -            | -            | -        | -      |
| Relais 4 × 100 mètres | Ayanna Hutchinson    | DSQ      | /      | -                | -                | -            | -            | -        | -      |
| Relais 4 × 100 mètres | Semoy Hackett        | DSQ      | /      | -                | -                | -            | -            | -        | -      |
| Saut en longueur      | Rhonda Watkins       | 5,88m    | 19e    | -                | -                | -            | -            | -        | -      |
| Lancer du poids       | Cleopatra Borel      | 17,96m   | 7e     | -                | -                | -            | -            | -        | -      |
| Lancer du marteau     | Candice Scott        | 63,03m   | 19e    | -                | -                | -            | -            | -        | -      |

### Natation
| Hommes - 50 m nage libre : - George Bovell III - 100 m nage libre : - George Bovell III - 200 m 4 nages individuel : - Nicholas Bovell | Femmes - 50 m nage libre : - Sharntelle McLean |

### Tennis de table
Hommes
- Simple :
  - Dexter St Louis

### Tir
Hommes
- 10 m pistolet à air :
  - Roger Daniel